# El Lif Beatz
Felipe Perdigão Hiltz, mais conhecido pelo nome artístico El Lif Beatz, é um DJ e beatmaker brasileiro, que se destaca como produtor oficial do coletivo de Hip Hop Pirâmide Perdida, e seus instrumentais utilizados nas músicas do rapper BK, especialmente no álbum Castelos & Ruínas.

## Biografia
El Lif nasceu em Cosme Velho, Rio de Janeiro e iniciou sua jornada na produção musical em 2010 quando morava próximo de Rod do grupo 3030. Além de beatmaker, El Lif também é produtor, diretor musical e CEO da gravadora Pirâmide Perdida Records. Hoje residindo em Copacabana, El Lif está ativo na gravadora, sendo que todos os trabalhos que saem da gravadora passam por suas mãos. Já trabalhou com Akira Presidente, BK, Luccas Carlos, Sain (filho do Marcelo D2), Nectar Gang, Diomedes Chinaski, entre outros.
Em 2016, El Lif Beatz participou de dois trabalhos que atingiram uma certa notoriedade nacional. Castelos e Ruínas, o primeiro disco do BK, e a mixtape Pirâmide Perdida: volume 7, que saiu na comemoração de um ano da gravadora, foram produzidos por El Lif.
Em 2018, o produtor foi responsável pela elaboração de diversos beats no álbum Gigantes de BK. Trabalhou nas músicas do disco Gigantes contando com a mixagem do vencedor do Grammy, Arthur Luna e a masterização do produtor internacional, Chris Gehringer.

## Características musicais
El Lif utiliza diversos samples em seus beats e instrumentais, logo cortando e editando pequenos trechos de outras músicas para criar produções novas. Ele também adiciona baterias eletrônicas, criadas no DAW Logic Pro, aos seus samples picotados.

## Produções

### com BK
| Album information                                                                    |
| ------------------------------------------------------------------------------------ |
| Castelos & Ruínas - Lançado em: 21 de março de 2016 - Selo: Pirâmide Perdida Records |
| Gigantes - Lançado em: 2018 - Selo: Pirâmide Perdida Records                         |
| O Líder em Movimento - Lançado em: 2020 - Selo: Pirâmide Perdida Records             |

### com a Pirâmide Perdida
| Album information                                                           |
| --------------------------------------------------------------------------- |
| Pirâmide Perdida vol. 7 - Lançado em: 2016 - Selo: Pirâmide Perdida Records |

### com o Nectar Gang
| Album information                                                      |
| ---------------------------------------------------------------------- |
| Seguimos na Sombra - Lançado em: 2015 - Selo: Pirâmide Perdida Records |